# Daumeray
Daumeray är en kommun i departementet Maine-et-Loire i regionen Pays de la Loire i nordvästra Frankrike. Kommunen ligger i kantonen Durtal som tillhör arrondissementet Angers. År 2018 hade Daumeray 1 520 invånare.

## Befolkningsutveckling
Antalet invånare i kommunen Daumeray
| Referens: INSEE |